# George Koumantarakis
George Koumantarakis (Atene, 27 marzo 1974) è un ex calciatore greco naturalizzato sudafricano, di ruolo attaccante.

## Carriera
Ha giocato nella prima divisione sudafricana ed in quella svizzera.

## Palmarès

### Club

#### Competizioni nazionali
- Coppa di Lega sudafricana: 1

AmaZulu: 1992
- Campionato svizzero: 1

Basilea: 2001-2002
- Coppa Svizzera: 2

Basilea: 2001-2002, 2002-2003